# Carl Peter Herman Christensen
Carl Peter Herman Christensen (13. august 1869 i Særslev - 9. oktober 1936) var Danmarks sidste skarpretter. 
Christensen blev ansat som skarpretter den 27. august 1906 og fratrådte sin stilling den 1. april 1926. Christensen nåede aldrig at udføre en henrettelse i sin tid som skarpretter. Christensen nåede dog som skarpretter at udføre pryglestraf efter den daværende pryglelov. 

## Eksterne links
- Omtale på arkiveret hjemmeside fra politi.dk